# Кровко Петро Михайлович
Петро Михайлович Кровко (19 грудня 1911 — 13 травня 1992) — парторг батальйону 383-го стрілецького полку 121-ї стрілецької дивізії 60-ї армії Центрального фронту, лейтенант, Герой Радянського Союзу.

## Біографія
Кровко Петро Михайлович народився на хуторі Унеча (суч. місто Брянської області), в родині робітника.
Росіянин. У 1931 році Петро Михайлович закінчив 7 класів школи, працював масовиком в клубі, кочегаром на залізничній станції «Унеча».
В 1933-1935 роках він служив у Червоній Армії.
Після початку Другої світової війни П.М. Кровко з родиною був евакуйований до Башкортостану. Жив у селі Ахуново Учалинського району. Працював на Учалинському маслозаводі. Член ВКП(б)/КПРС з 1939 року.
У грудні 1941 року знову призваний в Червону Армію Учалинським райвійськкоматом Башкирської АРСР. У 1942 році закінчив Ленінградське військово-політичне училище. Воював на фронті з грудня 1942 року, воював на Воронезькому і Центральному фронтах. Отримав поранення.
Парторг батальйону 383-го стрілецького полку (121-а стрілецька дивізія, 60-а армія, Центральний фронт) лейтенант Петро Кровко відзначився у вересні 1943 року в боях на переправі через річку Дніпро.
З 1946 року майор Кровко П. М. — в запасі, а потім у відставці. Жив у місті Алма-Аті (Казахстан). В кінці 1980-х років переїхав у місто Унеча Брянської області.
Помер 13 травня 1992 року. Похований у м. Унеча Брянської області.

## Подвиг
«...Парторг батальйону 383-го стрілецького полку (121-я стрілецька дивізія, 60-а армія, Центральний фронт) лейтенант Петро Кровко наприкінці вересня 1943 року на чолі десантного загону прибув на острів, а з нього з сімома бійцями — на правий берег річки Дніпро в районі села Глібівка Вишгородського району Київської області України. Захопивши плацдарм, радянські воїни утримували його до підходу батальйону, знищивши до трьохсот солдатів і офіцерів противника, придушивши вісім кулеметних точок».
Указом Президії Верховної Ради СРСР від 17 жовтня 1943 року за зразкове виконання завдань командування і проявлені мужність і героїзм у боях з німецько-фашистськими загарбниками лейтенанту Кровку Петру Михайловичу присвоєно звання Героя Радянського Союзу з врученням ордена Леніна і медалі «Золота Зірка» (№ 2067).

## Нагороди
Нагороджений орденом Леніна, орденами Червоного Прапора, Вітчизняної війни 1-го і 2-го ступеня, Червоної Зірки, медалями.

## Пам'ять
На Алеї Героїв міста Унеча Брянської області Герою Радянського Союзу П. М. Кровко встановлено пам'ятний знак.